# 대전차 미사일
대전차 유도 미사일(영어: anti-tank guided missile, ATGM 또는 anti-tank missile)은 적의 전차와 기갑전투차량을 파괴하는 유도 미사일을 말한다.

## 역사

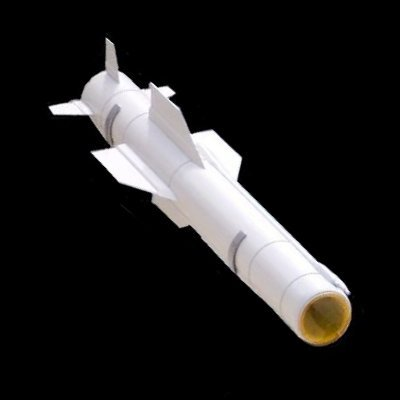
독일 육군의 PARS 3 LR 파이어앤포겟 대전차 미사일

2차 대전이 끝나갈 당시, 독일은 Ruhrstahl X-4 공대공 미사일을 개조하여 유선 유도 대전차 미사일을 개발했다. 실전사용은 없었다.
1955년 프랑스 육군에 실전배치된 SS.10은 최초로 널리 사용된 대전차 미사일이다. 미국과 이스라엘에서도 사용되었다.
1세대 대전차 미사일은 수동식 MCLOS(Manual command to line of sight)이다. 조이스틱으로 조종한다.
2세대 대전차 미사일은 반자동식 SACLOS(Semi-automatic command to line of sight)이다. 목표물에 명중할 때까지 사수가 계속 조준하고 있어야 한다.
3세대 대전차 미사일은 자동식이다. 레이저 유도, 광학 유도의 듀얼 시커 또는 W 밴드 레이다 시커를 탑재한다. 목표물에 명중할 때까지 사수가 계속 조준하고 있을 필요가 없는 파이어앤포겟 기능이 있다. 그러나 파이어앤포겟은 MCLOS, SACLOS 미사일 보다 적의 전자전 방해를 받기 쉽다.

## 재블린
미국의 FGM-148 재블린 3세대 자동 대전차 미사일은 아프가니스탄 전쟁 (2001년~2021년)의 대반란전에서 매우 효과적인 무기임이 실전경험을 통해 입증되었다. 미사일 한발의 가격이 2억원이나 하지만, 기존의 무기들이 갖는 단점을 모두 극복했다. 적군의 DShK 중기관총, B-10 무반동포에 맞서 싸우는데, 박격포는 사거리가 길지만, 정확도가 너무 낮았다. AT4 대전차로켓과 M203 유탄발사기는 사거리가 짧았다.
반면에 재블린은 비싼 가격이 문제였지만, 현장의 보병이 걱정할 문제는 아니었다. 충분한 사거리, 충분한 폭발력, 정밀유도로 적군의 동굴, 콘크리트 기관포 진지, 건물, 차량의 공격에 매우 효과적이었다. 2차 세계대전이나 한국 전쟁 처럼, 유효사거리 2 km의 DShK 중기관총 콘크리트 진지를 폭파하기 위해 돌격 앞으로가 필요없었다.
- DShK 중기관총, 유효사거리 2 km
- B-10 무반동포, 유효사거리 400 m
- FGM-148 재블린, 유효사거리 2.5 km, 정밀유도, 발당 2억원
- AT4 대전차로켓, 유효사거리 500 m, 발당 1600만원
- M203 유탄발사기, 유효사거리 150 m

## 한국
오랫동안 미국의 BGM-71 토우 2세대 반자동 대전차 미사일을 사용했다. 불곰사업으로 러시아산 9K115-2 메티스-M 2세대 반자동 대전차 미사일을 10년 동안 사용했다. 그리고 현재는 현궁 3세대 자동 대전차 미사일을 사용중이다. LIG넥스원은 2017년부터 5년간 1조원 어치의 현궁을 한국군에 납품했다. 미국의 FGM-148 재블린 3세대 대전차 미사일보다 가볍다.

## 비교
| 비교     | 토우            | 헬파이어   | 메티스-M        | 코넷       | 천검       | LAHAT      |
| 국가     | 미국            | 미국       | 러시아          | 러시아     | 대한민국   | 이스라엘   |
| 무게     | 20 kg           | 50 kg      | 13.8 kg         | 30 kg      | 35 kg      | 13 kg      |
| 사거리   | 4 km            | 11 km      | 2 km            | 8 km       | 8 km       | 13 km      |
| 유도방식 | SACLOS 유선유도 | 레이저유도 | SACLOS 유선유도 | 레이저유도 | 레이저유도 | 레이저유도 |

## 같이 보기
- 미사일 목록